# Marie Stuart
Marie Stuart (ofte Maria Stuart; på engelsk Mary, Queen of Scots, født 8. december 1542, død 8. februar 1587) var den sidste uafhængige regerende dronning af Skotland. Hun blev senere dronning af Frankrig som hustru til Frans 2.
Mary mistede sin far, Jakob 5. af Skotland, da hun var seks dage gammel (han døde formentlig af kolera), og Skotland havde en af verdens yngste regenter. Ni måneder gammel blev hun den 9. september 1543 kronet som dronning af Skotland på slottet i den daværende skotske hovedstad Stirling under en ceremoni, hvor de mest betydningsfulde skotske jarler svor den unge dronning troskab. James Hamilton, jarlen fra Isle of Arran var den næste i arvefølgen til den skotske trone og fungerende regent i de første 12 år efter kroningen til 1554, hvor Marie af Guise, dronningemoderen, blev regent. 
Før kroningen var der blevet indgået en aftale med Henrik 8. af England, om at den unge dronning senere skulle giftes med den da femårige, senere kong Edvard 6. af England, søn af Henrik 8. I henhold til aftalen skulle deres børn have førsteret til den skotske og den engelske trone. Der var modstand mod denne aftale i både Skotland og England, og i England blev modstanden skærpet af, at Skotland vægrede sig ved at opgive en gammel samarbejdstraktat med Frankrig, som England følte sig stærkt truet af. Det var med til at opløse aftalen, som alligevel kom til at præge historien. 
Hele Marie Stuarts liv formede sig stort set voldsomt og dramatisk, ikke mindst hendes forhold til hendes kusine, den engelske regent dronning Elizabeth 1., der følte sin position truet og holdt sin skotske rival fængslet gennem 17 år. Marie Stuart var på mange måder en legitim arving til den engelske trone, et forhold, der utvivlsomt var med til at skærpe modsætningerne mellem de to kusiner. Marie Stuart endte sit liv på skafottet og blev halshugget den 8. februar 1587 på ordre af Elizabeth. Til gengæld fik Marie Stuart en form for hævn efter sin død, da hendes søn Jakob ikke blot fulgte hende på den skotske trone som Jakob 6. af Skotland, men også blev Jakob 1. af England som følge af Elizabeths barnløshed. Alle senere britiske regenter nedstammer i lige linje fra Marie Stuart.

## Marie Stuart på film
- The Execution of Mary Stuart (1895)
- Mary, Queen of scots (1925)
- The Loves of Mary, Queen of Scots (1923)
- Maria Stuart, Teil 1 und 2 (1927)
- Mary of Scotland (1936)
- Das Herz der Königin (1940)
- Mary, Queen of Scots (1971)
- Ghost Encounters: The Queen Mary (2004)
- Mary Queen of Scots (2006)
- Elizabeth: The Golden Age (2007)

- Friedrich von Schiller har skrevet dramaet Maria Stuart.
- Bjørnstjerne Bjørnson har skrevet den romantiske tragedie om Maria Stuart.
- Reign, (2013-2017) Tv-serie
- Maria Stuart, dronning af Skotland (2018)

- Marie Stuarts dramatiske henrettelse
- Maria Stuarts grav i Westminster Abbey, England